# Kilstjärtad grästangara
Kilstjärtad grästangara (Emberizoides herbicola) är en fågel i familjen tangaror inom ordningen tättingar.

## Utseende och läte
Kilstjärtad grästangara är en sparvliknande tangara med lång kilformad stjärt. Fjäderdräkten är ljusbrun, undertill rent beigefärgad, på ovansidan med tjocka svarta streck. På närhåll syns att rygg och vingar har en gul grundton. Arten liknar gråkindad grästangara, men är större, mörkare och saknar vit strupe. Lätet är ett tjippande ljud.

## Utbredning och systematik
Kilstjärtad grästangara förekommer från Costa Rica i Centralamerika söderut till nordöstra Argentina. Den delas in i sex underarter med följande utbredning:
- Emberizoides herbicola herbicola – förekommer från sydöstra Peru till östra Bolivia, Paraguay, nordöstra Argentina och östra och sydöstra Brasilien
- Emberizoides herbicola lucaris – förekommer i sydvästra Costa Rica (Térraba-området)
- Emberizoides herbicola hypochondriacus – förekommer från lägre delarna av bergen i västra Panama (Volcán de Chiriquí) till Panama City
- Emberizoides herbicola floresae – förekommer i bergen i västra Panama (Cerro Flores i östra Chiriquí)
- Emberizoides herbicola apurensis – förekommer i tropiska Colombia (öster om Anderna) och västra Venezuela
- Emberizoides herbicola sphenurus – förekommer från norra Colombia till Venezuela, Guyana och norra Brasilien

Vissa inkluderar floresae i hypochondriacus.

### Familjetillhörighet
Liksom andra finkliknande tangaror placerades denna art tidigare i familjen Emberizidae. Genetiska studier visar dock att den är en del av tangarorna.

## Levnadssätt
Kilstjärtad grästangara hittas i gräs- och buskmarker. Där ses den enstaka eller i par.

## Status och hot
Arten har ett stort utbredningsområde, men tros minska i antal, dock inte tillräckligt kraftigt för att den ska betraktas som hotad. Internationella naturvårdsunionen IUCN listar arten som livskraftig (LC).

## Bilder

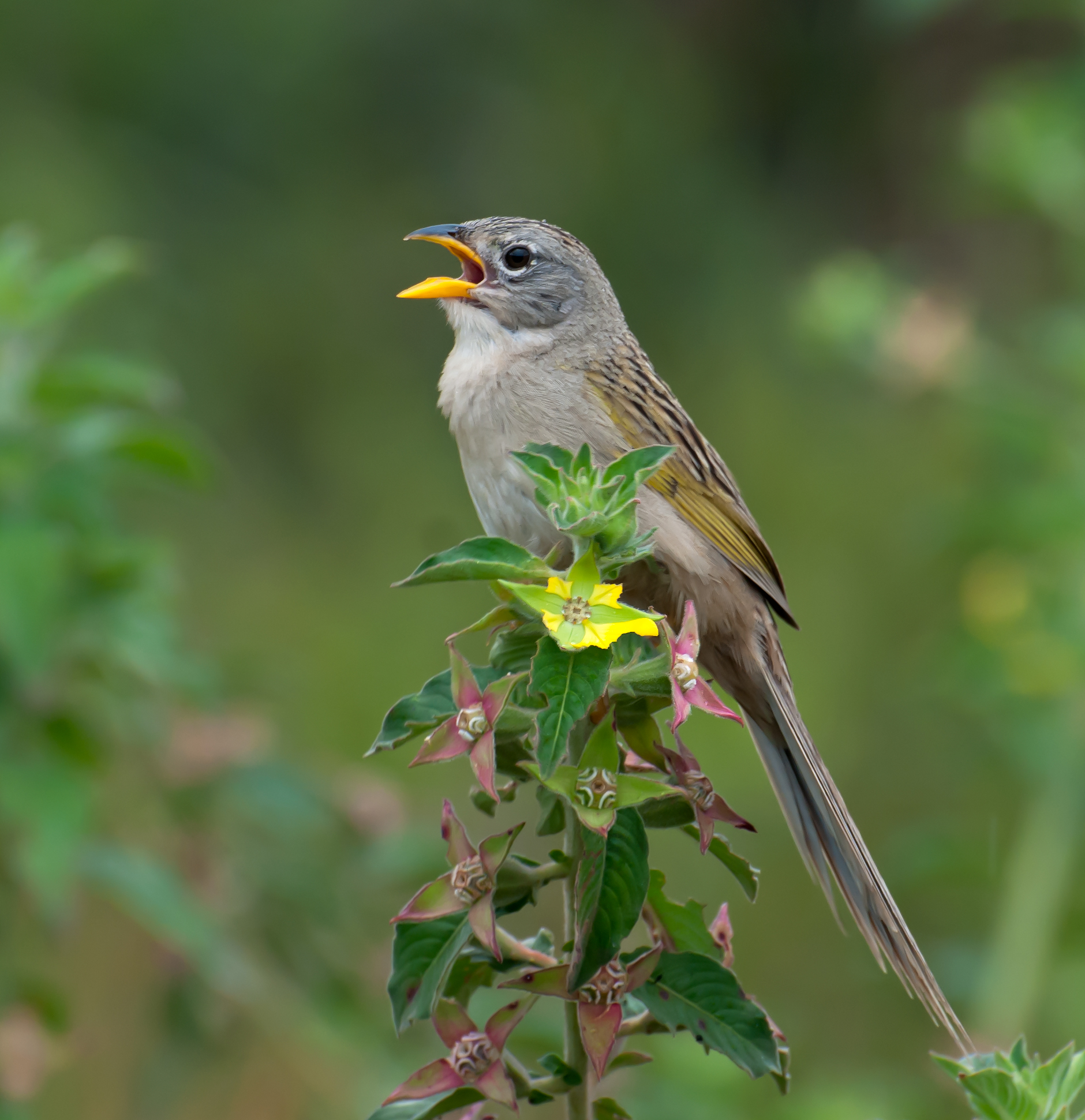
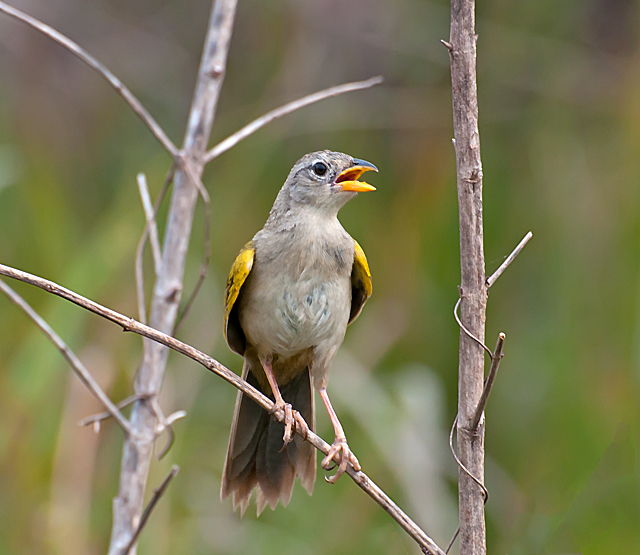